# Яцек Качмарський

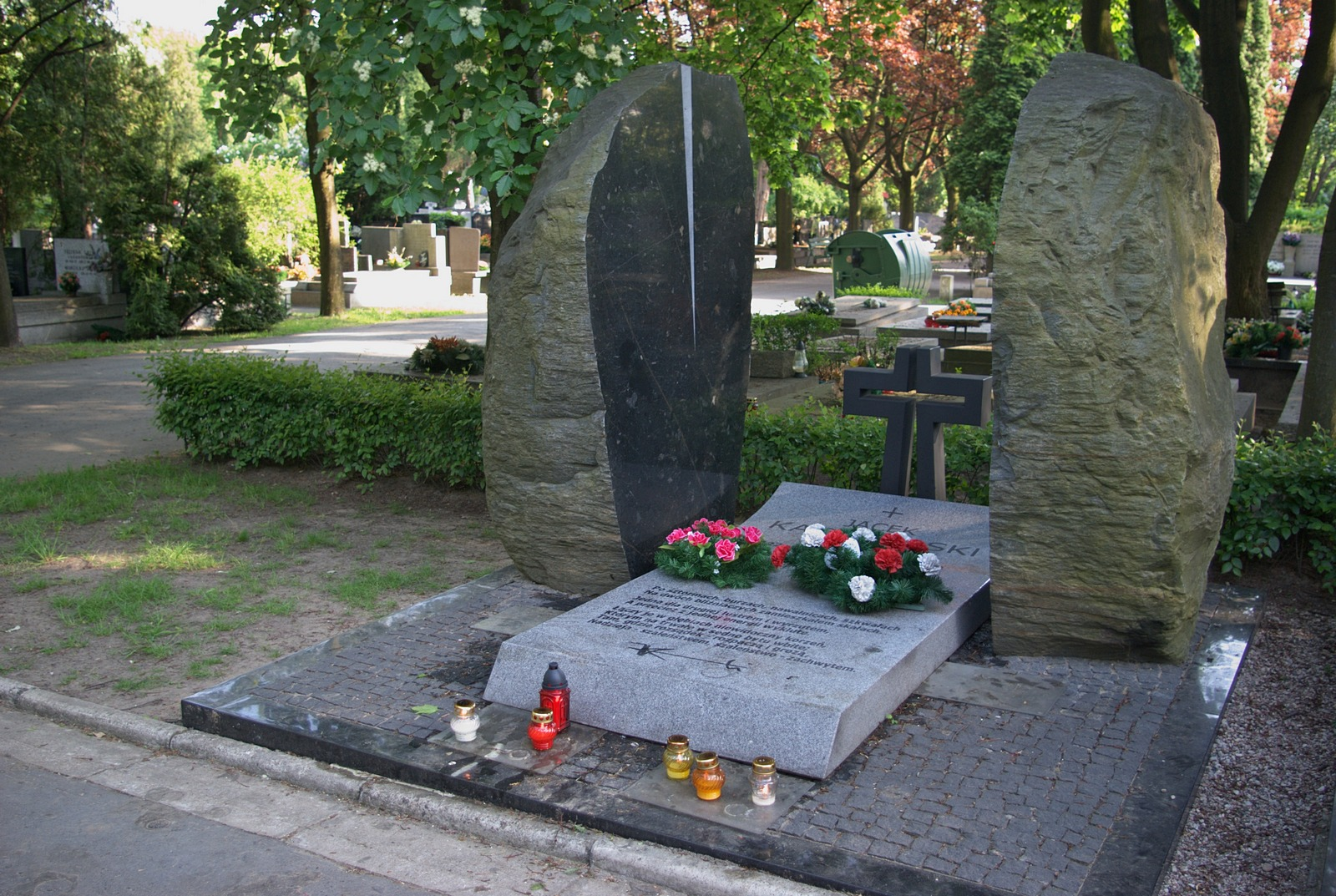
Місце поховання, кладовище Військові Повонзки, Варшава

Яцек Марцін Качмарський (пол. Jacek Marcin Kaczmarski; 22 березня 1957, Варшава — 10 квітня 2004, Гданськ) — польський співак, автор пісень, поет та письменник. Його звали бардом Солідарності — він написав багато пісень, в яких нав'язував до польської традиції патріотичного опору проти ворогів та критикував комуністичний режим (зокрема Мури — переклад каталонської пісні L'Estaca, та Облава)
У 1980 році закінчив навчання у Варшавському університеті, написав магістерську роботу з літератури Просвітництва. На початковому етапі своєї творчості використовував наявність інтелектуальних нарисів та здобутки цієї історичної епохи. У композиціях чітко простежується звернення до алегорії.
Дебютував у 1977 на Фестивалі студентських пісень, де отримав першу нагороду за пісню Облава, створену на основі пісні Володимира Висоцького «Охота на волков».
У 1980 разом з Пшемиславом Гінтровським і Збігнєвом Лапинським виступав з концертами по всій Польщі.
Під час введення воєнного стану в Польщі 13 грудня 1981 був за кордоном. Роки еміграції провів у Франції, у Німеччині (працював на «Радіо Вільна Європа»).
У 1990 приїхав до Польщі і здійснив успішне концертне турне. З того часу багаторазово бував у Польщі.
У 1995 переселився зі сім'єю до Австралії.
У 2002 у було виявлено рак гортані, від якого помер за декілька років.